# Trichomanes windischianum
Trichomanes windischianum là một loài dương xỉ trong họ Hymenophyllaceae. Loài này được Lellinger mô tả khoa học đầu tiên năm 1991.